# Dąbek (gmina Troszyn)
Dąbek – wieś w Polsce położona w województwie mazowieckim, w powiecie ostrołęckim, w gminie Troszyn.
Wierni kościoła rzymskokatolickiego należą do parafii św. Wawrzyńca w Kleczkowie.

## Historia
W Słowniku Geograficznym Królestwa Polskiego i innych krajów słowiańskich znajdujemy następujące informacje:

Dąbek-Podkowa, wieś szlachecka, powiat ostrołęcki, gmina Troszyn, parafia Kleczków. Ma ziemi 550 morg.

W latach 1921–1936 wieś leżała w województwie białostockim, w powiecie ostrołęckim, w gminie Troszyn.
Według Powszechnego Spisu Ludności z 1921 roku wieś zamieszkiwało 208 osób w 36 budynkach mieszkalnych. Miejscowość należała do parafii rzymskokatolickiej w Kleczkowie. Podlegała pod Sąd Grodzki w Ostrołęce i Okręgowy w Łomży; właściwy urząd pocztowy mieścił się w Troszynie.
W wyniku agresji III Rzeszy na Polskę we wrześniu 1939 wieś znalazła się pod okupacją niemiecką i do wyzwolenia weszła w skład Landkreis Scharfenwiese, Regierungsbezirk Zichenau III Rzeszy.
W latach 1975–1998 miejscowość administracyjnie należała do województwa ostrołęckiego.